# Sant Llorenç de Cerdans
|  | Per a altres significats, vegeu «Sant Llorenç de Cerdans (església)». |

Sant Llorenç de Cerdans, també simplement Cerdans, (en francès Saint-Laurent-de-Cerdans) és una vila i comuna del Vallespir, a la comarca natural de l'Alt Vallespir, de la Catalunya del Nord.
El nom de la vila prové en la seva primera part del patró de la seva parròquia, Sant Llorenç, i, potser, de l'origen majoritari dels seus repobladors, procedents de la Cerdanya (històricament, els cerdans eren molt donats a emigrar). Entre els masos antics de la vall de Sant Llorenç hi havia el Mas Cerdà.
La festa més important que s'hi celebra és la Festa de l'Os, juntament amb els municipis d'Arles i Prats de Molló, l'últim diumenge de carnaval.

## Geografia

Situació de la comuna de Sant Llorenç de Cerdans en el Vallespir

El terme comunal de Sant Llorenç de Cerdans, de 4.508 hectàrees d'extensió, està situat en el sector sud de la zona central de la comarca del Vallespir.
En el seu extrem sud-est, el terme de Sant Llorenç de Cerdans arriba a la carena pirinenca, en el lloc on limita amb l'Alt Empordà, a Maçanet de Cabrenys i Albanyà. És la zona on el terme assoleix les màximes altituds, sobretot al Mont Capell, de 1.194 m alt. També al sud-est, termenal amb Costoja, arriba als 1.242 m alt, al Serrat del Cogull. El poble es troba a 690 m alt, i el punt més baix és al nord-oest, on el terme de Sant Llorenç de Cerdans arriba a la riba dreta del Tec, a través del qual confronta amb Montferrer, on assoleix els 365 m alt.
A més de la vila, el terme de Sant Llorenç de Cerdans és ple de petits veïnats, disposats principalment a la vall de la Quera, el curs d'aigua que vertebra quasi tot el terme.
| Montferrer / El Tec | Arles   | Els Banys d'Arles i Palaldà |
| Serrallonga         |         |                             |
|                     | Costoja | Maçanet de Cabrenys         |

### La vila de Sant Llorenç de Cerdans

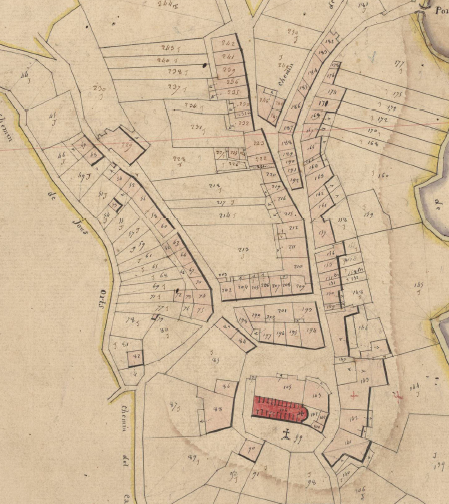
Sant Llorenç de Cerdans en el Cadastre napoleònic del 1812 (Arxius Departamentals dels Pirineus Orientals, ADPO)

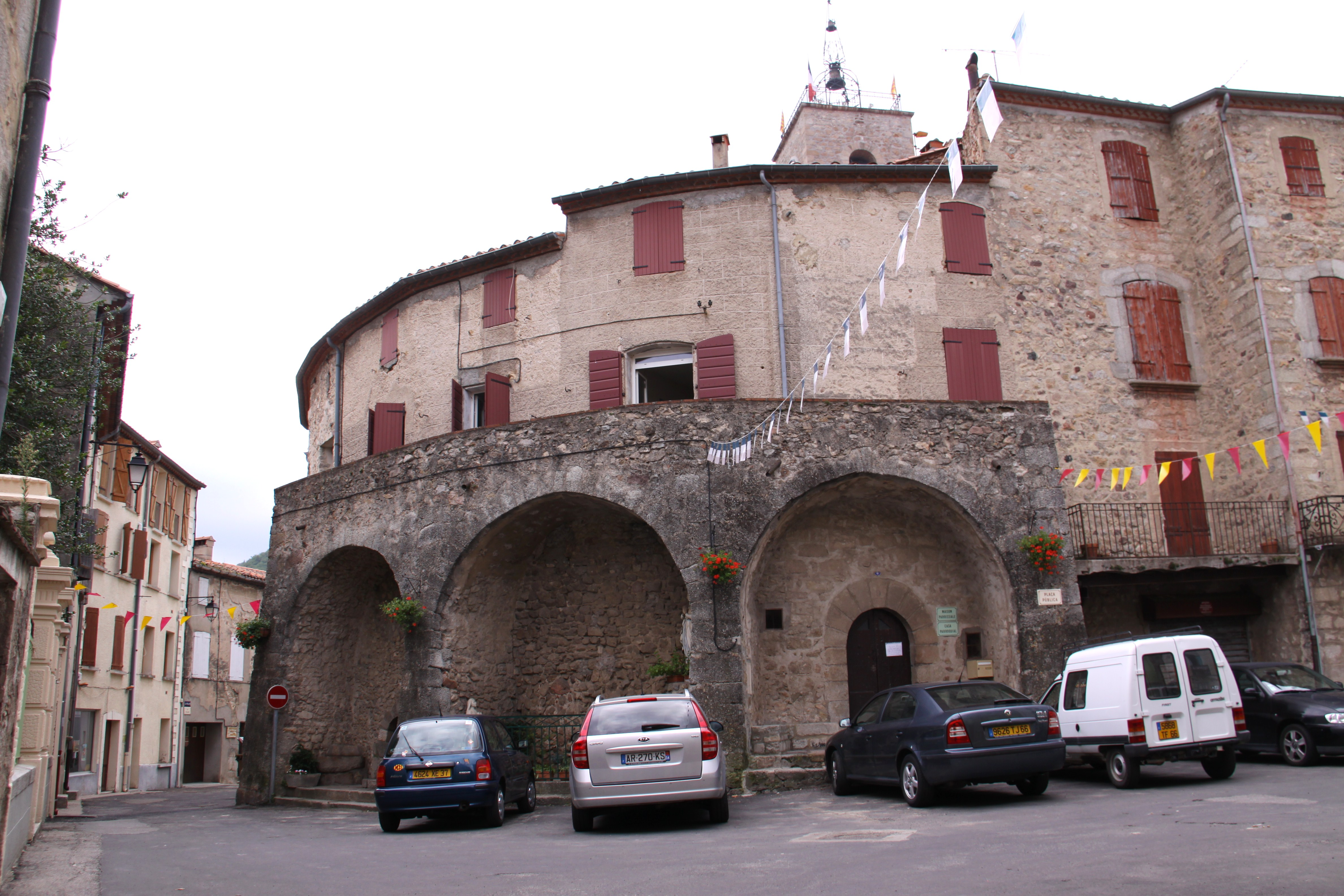
Edificis antics de la cellera de la vila, amb el castell

Sant Llorenç de Cerdans es forma, en forma de cellera, al voltant de l'església parroquial de Sant Llorenç de Cerdans i el seu cementiri, a partir de la qual la vila comença a créixer seguint els camins que en sortien en direcció a Prats de Molló, Arles i els Banys d'Arles. En les vistes aèries de l'Institut Géographique National francès s'aprecia perfectament el traçat de la vila antiga, amb els seus ravals cap al nord.
Encara a l'època moderna, i ja al pas del segle xx i al xxi s'han anat creant noves zones d'habitatge a l'entorn de la vila vella. El barri més ben identificat de la vila era el barri del Castell, corresponent a la cellera primigènia, al lloc on hi havia el Castell de Sant Llorenç de Cerdans, al cim del turó on es dreça la vila. Al seu entorn, ja des de darreries de l'edat mitjana i al llarg dels segles posteriors, fins als moments actuals, s'han anat desenvolupant els barris i veïnats actualment existents, la major part desglossats a continuació.

### La Roderassa, o Veïnat de la Blanqueria

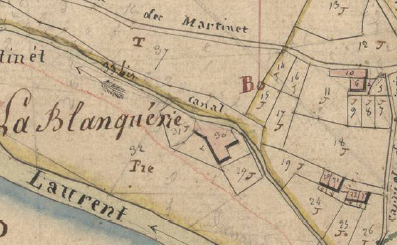
La Blanqueria en el Cadastre napoleònic del 1812 (ADPO)

És un dels antics veïnats ara, de fet, convertits en barris de la vila de Sant Llorenç dels Cerdans. És al sud de la vila, al costat nord-oest del Barri del Molí i a llevant del Veïnat d'en Paulí, a la dreta de la Quera, just al nord d'on el còrrec anomenat Clot dels Castanyers aflueix en la Quera. Els carrers d'Antoine Forné i de la Roderassa, amb l'Avinguda de Jean Jaurès, conformen aquest veïnat.

### La Farga de Dalt

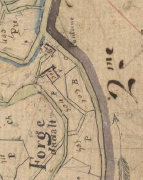
La Farga de Dalt en el Cadastre napoleònic del 1812 (ADPO)

Una de les antigues fargues de Sant Llorenç de Cerdans és avui dia una serradora; és un dels pocs que no ha desenvolupat un veïnat, i ha quedat reduït a la serradora i un parell d'edificis annexos. És a una mica més d'un quilòmetre al sud-est de la vila, a prop a ponent de la carretera de Costoja.

### La Farga del Mig

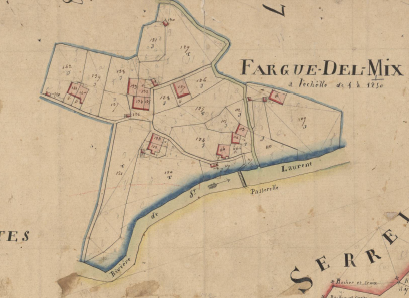
La Farga del Mig en el Cadastre napoleònic del 1812 (ADPO)

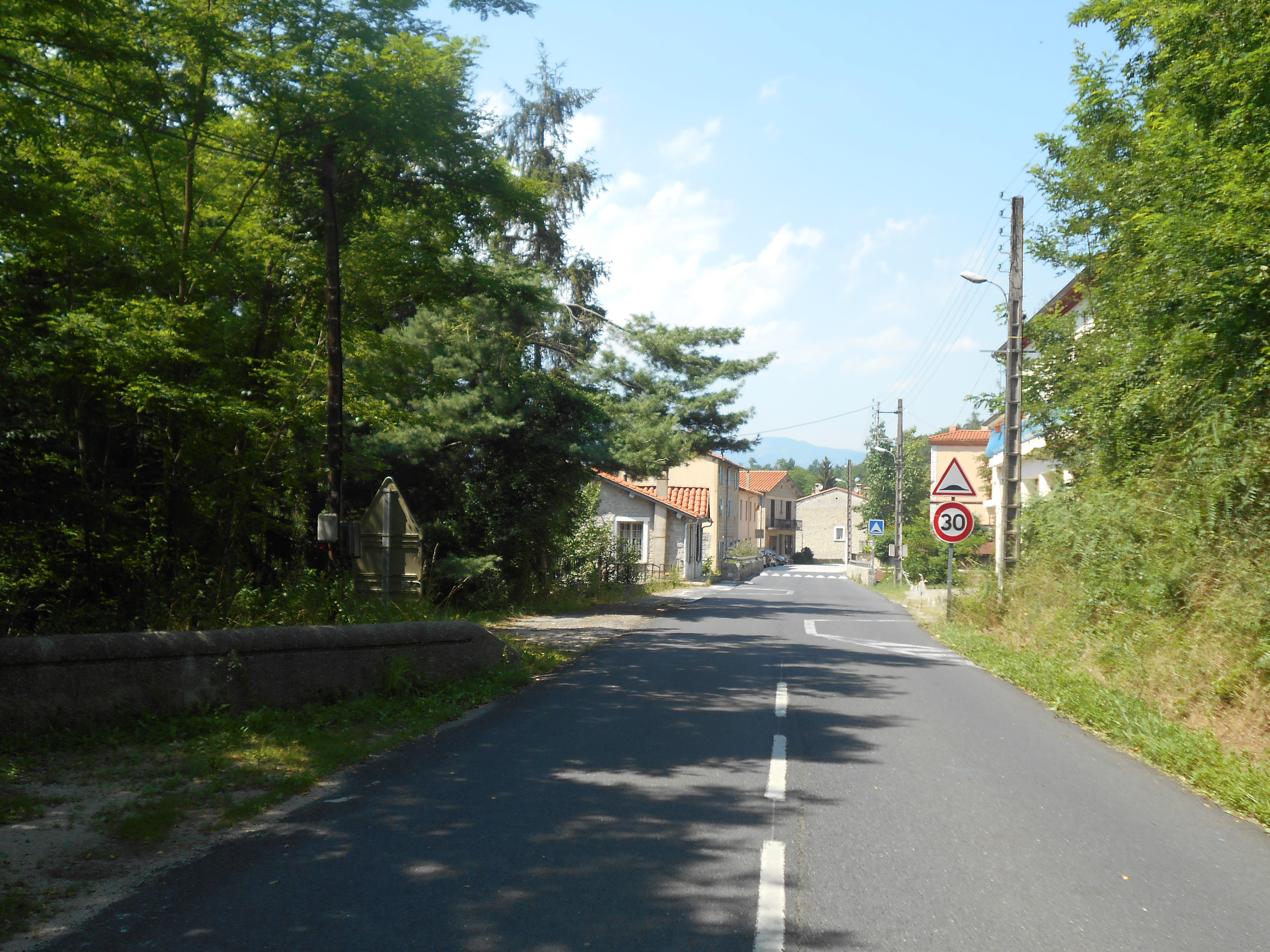
La Farga del Mig

El veïnat de la Farga del Mig, que es va formar a l'entorn d'una de les antigues fargues existents al Vallespir, és avui dia un autèntic poble; només li falta l'església i el cementiri.
Està situat la major part a la dreta de la Quera, al peu de la carretera que uneix Sant Llorenç de Cerdans amb Arles (la D3), just al lloc d'on arrenca cap a l'oest la carretera de Serrallonga (la D64) uns dos quilòmetres al nord-oest de la vila cap de la comuna. De fet, bona part del veïnat s'estén al llarg d'aquesta darrera carretera. Hi havia hagut escola pública, avui dia dedicada a un establiment de Gîtes de France.

### La Farga d'Avall

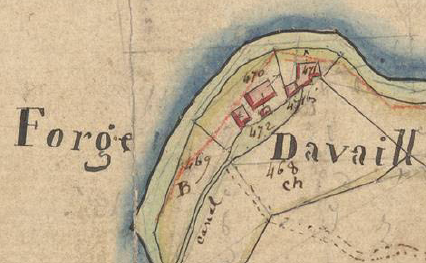
La Farga d'Avell en el Cadastre napoleònic del 1812 (ADPO)

Poc més d'un quilòmetre al nord de la Farga del Mig, en direcció a Arles per la mateixa carretera D3 es troba el petit veïnat de la Farga d'Avall, format a l'entorn d'una altra antiga farga. És a l'interior d'un ample meandre a la dreta de la Quera, l'aigua de la qual aprofitava per a moure el martinet amb què batia el mineral de ferro, com les altres fargues.

### El Veïnat del Molí

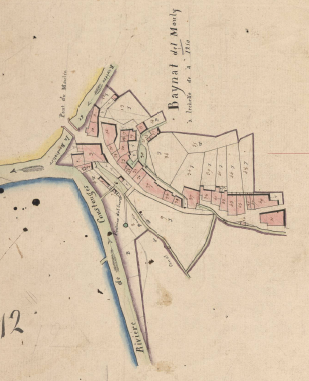
El Veïnat del Molí en el Cadastre napoleònic del 1812 (ADPO)

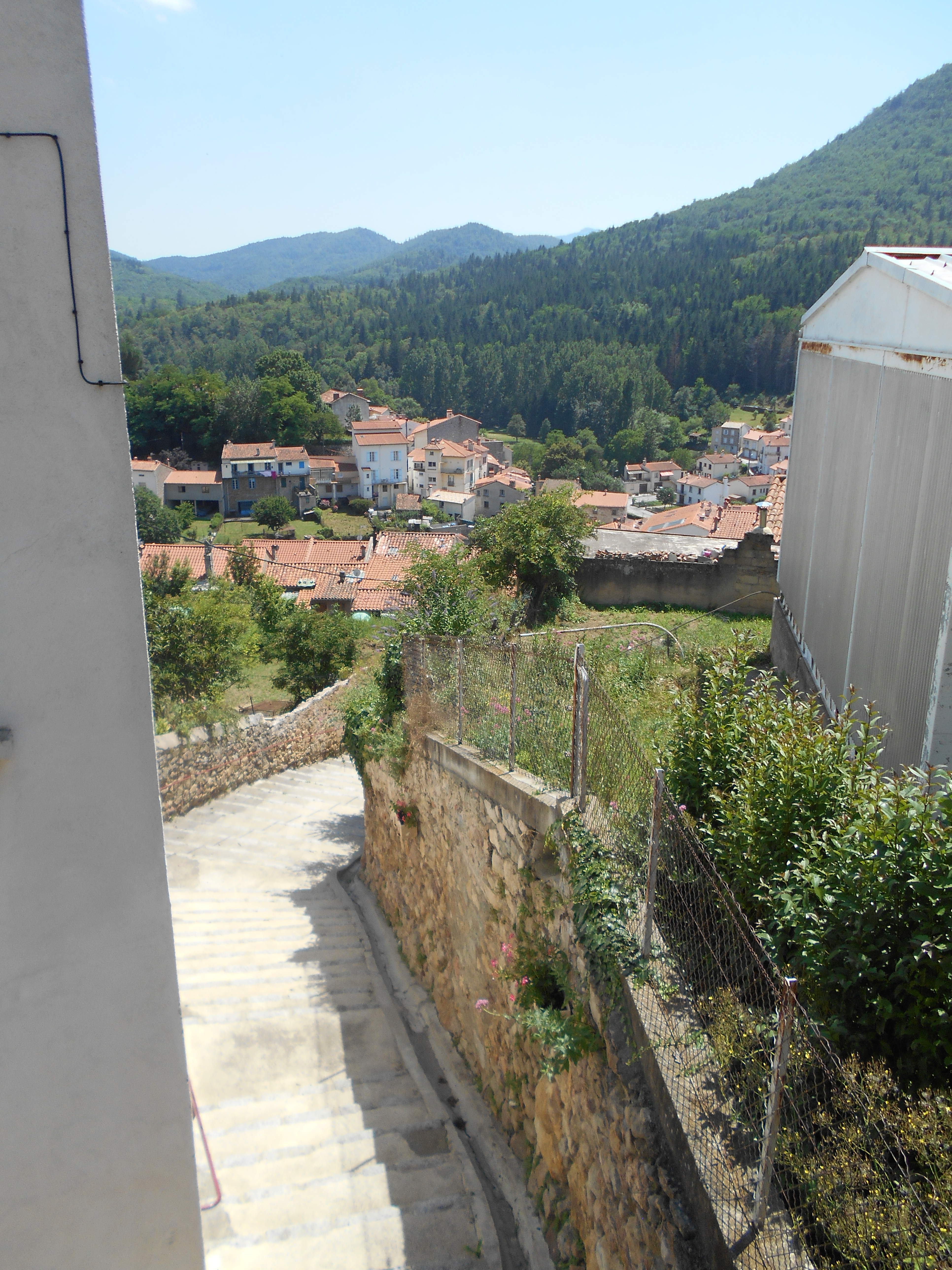
El Veïnat del Molí

Format a l'entorn del Molí d'en Benezet, o d'en Verduc, habitualment anomenat senzillament el Molí, aquest veïnat és a tocar de la vila, al seu sud-est, just a llevant de la Roderassa. És a la dreta de la Quera i a l'esquerra del torrent anomenat Clot dels Castanyers, a l'angle format per la confluència dels dos cursos d'aigua. Està format a l'entorn del carrer del Molí.

### La Sort
El Veïnat de la Sort és al nord de la vila, entre l'ermita de la Mare de Déu de la Sort, a l'extrem sud-est del veïnat, i el mas de la Sort, al nord-est. El veïnat originari és al sud, prop de l'ermita, i al nord i nord-est seu s'ha estès una moderna urbanització de cases aïllades amb jardí, com és freqüent a la Catalunya del Nord des dels darrers anys del segle xx.

### El Noell
Es tracta d'una gran masada esdevinguda petit veïnat situat a la part de llevant del terme, al nord-est de la vila, a l'esquerra del Clot del Noell i a la dreta del Còrrec del Molinot. En l'actualitat és un centre d'allotjament rural.

### Riurós

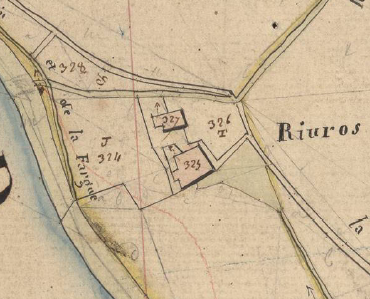
Riurós en el Cadastre napoleònic del 1812 (ADPO)

Gran mas esdevingut petit veïnat a la dreta de la Quera, es va formar a l'entorn d'un altre dels martinets existents en el terme de Sant Llorenç de Cerdans. És menys d'un quilòmetre al nord-oest de la vila, a la dreta de la Quera i al peu de la carretera d'Arles. És un veïnat molt modernitzat, i conté el bombers de la comuna i, a prop a ponent, la Deixalleria. Riurós ve del llatí Roveroso ('rourós') contaminat pel mot 'riu'.
No s'ha de confondre amb el llogaret de Reirós al terme d'Oms, al Rosselló, també anomenat Roirós o Riurós.

### Veïnat de la Font

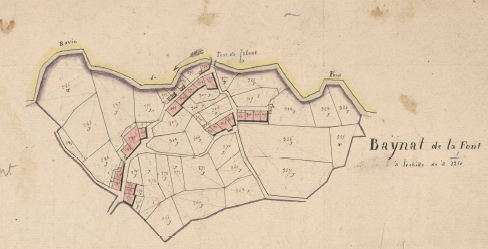
El Veïnat de la Font en el Cadastre napoleònic del 1812 (ADPO)

Situat a llevant de la vila de Sant Llorenç de Cerdans, a l'esquerra del Còrrec dels Castanyers. Pren el nom de la font i rentador públic que existeix al seu nord-oest. La major part de les cases que el formen actualment són de construcció recent, però el veïnat ja apareix en el Cadastre napoleònic del 1812.

### El Veïnat d'en Paulí

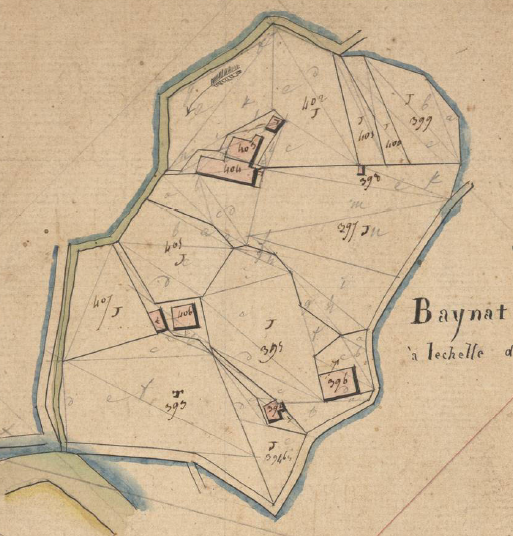
El Veînat d'en Paulí en el Cadastre napoleònic del 1812 (ADPO)

Aquest veïnat és a l'esquerra de la Quera, a prop i al sud-oest de la vila, a ponent de la Roderassa. És davant del lloc on hi havia hagut un dels martinets de Sant Llorenç de Cerdans (el nom es conserva en el carrer que porta al veïnat des de la carretera). Ja apareix en el Cadastre napoleònic del 1812.

### El Veïnat d'en Xeis

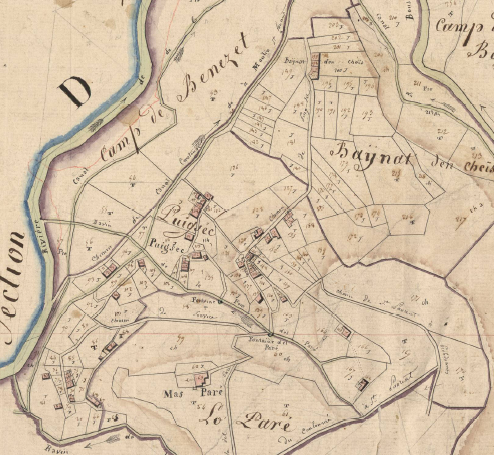
El Veïnat d'en Xeis en el Cadastre napoleònic del 1812 (ADPO)

Situat al sud-est de la vila i a llevant del Veïnat del Molí, la major part és de cases modernes, isolades i amb jardí. Tanmateix, també apareix ja en el Cadastre napoleònic del 1812 com un veïnat diferenciat dins del seu terme comunal.

### El Puig-sec

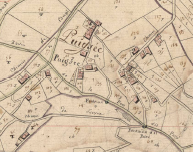
El Puig-sec en el Cadastre napoleònic del 1812 (ADPO)

El petit veïnat del Puig-sec és al sud-est de la vila de Sant Llorenç de Cerdans, a llevant del Camp d'en Benezet i al sud-est del Veïnat del Molí. També està documentat com a veïnat almenys des del segle xix, atès que ja apareix en el Cadastre napoleònic del 1812.

### Les Casotes

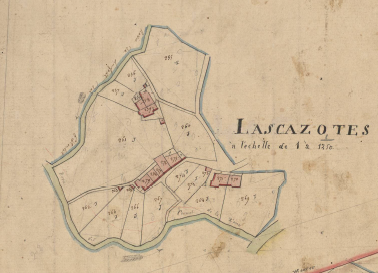
Les Casotes en el Cadastre napoleònic del 1812 (ADPO)

El veïnat de les Casotes és situat a prop al sud-oest de la Farga d'en Bosc i al nord-oest de Riurós, a l'esquerra de la Quera. També apareix com a veïnat en el Cadastre napoleònic del 1812.

### Els Cremadells
Documentat des del 1405, l'antic mas fou transformat al segle xvii en un veritable castell. A prop seu hi ha la capella de Sant Pere dels Cremadells. Cremadells tenia també molí propi, encara conservat. Al llarg de la història ha estat una de les masies més importants del terme de Sant Llorenç de Cerdans. Dues descendents de la família de Cremadells, les germanes Maria i Rosa de Cremadells i Salacruz, fundaren l'hospital o hospici de Sant Llorenç de Cerdans el 8 de desembre del 1819.

### Els masos de Sant Llorenç de Cerdans
El terme de la vila de Sant Llorenç de Cerdans és ple de masos i altres construccions aïllades, alguns fins i tot a les zones més de muntanya. Així, s'hi poden trobar el Bac, o Mas del Bac, el Bilver, o Mas del Bilver, la Blanqueria d'en Delcròs (antiga blanqueria), el Boac, o Mas del Boac, la Boadella, abans Mas de la Boadella, el Boix, la Cabana, o Mas de la Cabana, Ca l'Inglès, Can Correig, o Cortal dels Gitanos, Can Garós, o Mas d'en Garós, Can Gratacós, Can Mateu, Can Prim, la Casa de Jubilats, els Casals, abans Mas dels Casals, la Casa Nova, abans Mas de la Casa Nova, les Casotes, el Centre Naturista, els Clols, o Mas dels Clols, el Colomer, abans Mas del Colomer, la Comilla, abans Mas de la Comilla, el Corral de la Falguerona, el Cortal d'en Verdeguer, Cremadells, o Mas dels Cremadells, amb la seva capella de Sant Pere dels Cremadells, el Dipòsit d'aigua de Sant Llorenç, la Fageda, o Mas de la Fageda, el Faig, o Mas del Faig, la Faja, o Mas de la Faja, la Farga de Manyagues, la Farga d'en Bosc, antigues fargues tots dos, el Forn de Calç de Vila-roja, el Gramatxó, o Mas del Gramatxó, l'Illa, o Mas de l'Illa, les Illes de Montner, el Llistanós, o Mas del Llistanós, el Martinet, el Martinet d'en Benezet, el Martinet de Riurós, la Masada, el Mas, abans Borda, d'en Sort, el Mas de la Quera, el Mas de la Serra, el Mas de la Vila, el Mas del Bosc d'en Corts, el Mas de Llobera, el Mas de Llota, el Mas de l'Om, el Mas del Pla del Mener, el Mas de Pujol, el Mas de Queret, el Mas de Vernedes, el Mas Verdeguer, el Molí d'en Boix, el Molí dels Cremadells, o d'en Cremadells, el Molí d'en Dagues, dos masos anomenats el Montner, o Mas del Montner, Morengues, la Nantilla, o Mas de la Nantilla, el Noell, o Mas del Noell. antigament Veïnat de Vilaró, el Padiràs, el Palomer, o Mas del Palomer, la Passera, el Perer, o Mas del Perer, Pla Bolat, o Mas de Pla Bolat, les Planes, o Mas de les Planes, la Pomereda, o Mas de la Pomereda, Provadones de Baix, o Mas Provadones, Provadones de Dalt, el Puig, o Mas del Puig, el Puig de la Mir, el Puig Petit, o Mas del Puig Petit, el Regatiu, abans Pallera d'en Peret, Riurós, el Roc, o Mas del Roc, el Seguer, la Serra d'en Grill, la Serradora de Can Lagresa (antiga serradora), el Solà, la Solana, o Mas de la Solana, el Toron, o Mas del Toron, el càming de Verte Rive, Vilaró i Vilallonga, o Mas de Vilallonga.
Són desaparegudes les Barraques del Cordó Sanitari, situades en un dels camins d'entrada de l'exili del 1939, la Borda del Quer, la Borda del Tarter, i són noms antics, ja en desús el Cortal d'en Delclòs, el Cortal d'en Paulí, el Mas Llers, o del Puçó, el Mas Mitjacosta, el Molí, o Molí d'en Benezet, el Molí de la Farga d'Avall, el Molí de la Farga de Dalt, el Molí de la Farga d'en Bosc i el Molí d'en Delcròs. Cal esmentar també, com a construcció aïllada el Calvari de la Redubta i la Creu d'en Joglar. Cal destacar com a construccions aïllades els diversos ponts existents en el terme: Pont de Can Llobera, Pont de la Font, Pont de la Mola, Pont de l'Illa i Pont del Molí.

### Hidrografia

#### Els cursos d'aigua
La vall de Sant Llorenç de Cerdans està definida pel curs de la Quera, també anomenada Ribera de Sant Llorenç. Aquest curs d'aigua és format per la unió de dues riberes que provenen, totes dues, del terme de Costoja, de tal manera que el terme comunal de Costoja és, de fet, la continuïtat geogràfica del terme de Sant Llorenç de Cerdans: la vall de la Quera i els seus afluents. Alhora, tota aquesta vall es decanta cap al Tec, que és el límit nord-oest de la vall i de la comuna de Sant Llorenç de Cerdans. El sector nord-est del terme, però, hi ha també la vall de la Ribera del Terme, afluent del Montdony dins del terme d'Arles, a l'antic territori de Montalbà dels Banys.
Dos són els formants bàsica de la Quera: la Ribera de Costoja i la Ribera de Vila-roja. La primera, que prové del mateix poble de Costoja, s'origina ran d'aquest poble, al seu costat oest, i al cap de poc tros esdevé límit entre els dos termes comunals esmentats. Fa de límit comunal mentre el seu curs va d'est a oest: en el moment que es decanta cap al nord-oest, deixa de ser termenal i entra de ple en el terme de Sant Llorenç de Cerdans. En aquest tram ha rebut, procedent del terme de Sant Llorenç de Cerdans, el Clot o Ribera de Provadores, que aporta el Clot de Pladeró, el de les Fontetes, el de la Mussarana, el de la Vinyassa, el de la Font del Teuler, el del Prat de Dalt i el de Ranci, el Clot del Camp Nou, el Clot dels Pradells, amb el de les Mosqueres, i el Clot de Pincaró.
La Ribera de Vila-roja també prové del terme comunal de Costoja, però de la segona unitat geogràfica d'aquest terme: la vall de Vila-roja. Aquesta ribera es forma a ponent del poble de Vila-roja, a sota i a llevant del Coll de Capellera, des d'on baixa cap a l'est fins al poble de Vila-roja, on passa sota el poble, a una certa distància, pel sud, i després gira cap al nord, deixant Vila-roja a ponent. Al cap de poc fa de termenal entre Costoja i Sant Llorenç de Cerdans en un breu tram, i de seguida entra plenament en el segon d'aquests termes. Rep el Clot del Bosc d'en Mercer així que comença a fer de termenal, i la Ribera de Falgós quan deixa de fer-ne (aquesta ribera és, pel seu costat, límit comunal cap a ponent un bon tram), amb el Clot Fosc, el de l'Orri i el de la Mongeta. Ja amb el curs clarament cap al nord, rep el Clot de la Castanyeda, amb els clots de la Casa Nova, de l'Espanyol i del Toron, i després el Clot de les Esquerdes. Tot seguit s'ajunta amb la Ribera de Costoja i es forma la Quera.
La Quera marca la vall principal del terme de Sant Llorenç de Cerdans, i va rebent les afluències dels torrents que provenen dels dos vessants de la vall. Així, per la dreta rep el Clot del Regatiu, amb els de la Cabana, la Femada i Canalat, el Clot de les Pastores, el Clot de la Boscatera, que arriba a la Quera al sud-est de la vila de Sant Llorenç de Cerdans i procedeix d'una llarga vall on concorren els clots dels Plans, de la Font del Beç, de les Beçolades, de Talric, de les Colomines, de Puig Cubell, de l'Oratori (amb un segon Clot de Puig Cubell), de la Castanyeda de la Riba, de la Capella, del Bilver, de la Vila i dels Castanyers, a més del Comall i la Bilvera. Al nord-oest de la vila, hi aflueixen el dels Abeuradors i el de les Fontetes, el Clot de Brusi, a la zona de Riurós, el Clot de Rabassers, a la zona de la Farga del Bosc, el Clot de la Font de la Llisa i el Clot de la Ramonelat, a la zona de la Farga del Mig, fins que a la Farga d'Avall, rep per la dreta la Ribera de la Dou. Aquesta ribera forma, al nord de la vila de Sant Llorenç de Cerdans, una llarga vall que conforma tot el sector nord del terme comunal. La Ribera de la Dou prové de la zona del Mas Noell, en el vessant nord-oest del Mont Capell, i recull un bon conjunt de clots: a la capçalera, del sud-est arriba la Ribera del Molinot, que aporta el Clot dels Artigassos, el de la Collada, el del Mont Capell, el de l'Avellaner, el del Noell, el de Campells, el de les Colomines, el de la Font de Pere Bassó, el del Bac d'Avis, el del Pla de la Conca, el de la Balmella, el de Puig Salom, el de la Cotiva, el de Fontbona, amb el de la Xalada -o Eixalada- d'en Boix i el del Cingle Negre. Tot seguit, la Ribera del Molinot s'uneix amb el Clot de la Dou, que aporta el Clot del Roc dels Mosquits i el de la Castanyeda (diferent de l'anterior del mateix nom, i formen la Ribera de la Dou. Ja com a Ribera de la Dou, rep el Clot de les Comes, el Rec del Salt de l'Aigua, que també aporta el Clot de Coma de Ros, el Clot de la Noguereda, amb els de la Font dels Pèsols, el del Campet del Comall i el del Campet, i, finalment, el Clot de la Font de la Quera. Tornant a la Quera, per la dreta acaba de rebre els clots de l'extrem nord del terme: Clot de la Font Vaquera, Clot del Llistanós, o de l'Empedrat, i Clot de Casanova.
Per l'esquerra, la Quera recull l'afluència del Clot del Pi i del de Boscarons, del de la Font, de les Bedolles, de la Font del Pelegrí, el Clot de la Xalada, o Eixalada, que aporta els clots del Coll del Bis i de l'Illa, els darrers a l'alçada de la vila. Més al nord-oest, el Clot de la Jaça d'en Boix, amb l'aportació dels clots de Paion i el de la Font Fosca, el Clot de Cogull, o de l'Antana, el de la Font de les Planes, el Rec o Clot de les Casotes, amb el Rec de la Tina i els clots de la Font del Traginer, de Llobet, del Roc d'en Fagila, de Cortils, dels Fangadors, el Clot de la Riba del Peirer, el Rec de la Fageda, amb el Clot de la Font, el Clot del Prat de la Fageda, el Clot Morer, el Rec de la Masada, amb els clots de les Querales, el del Perata i el de la Banquera, el Clot de la Font Vella i el Clot de la Muntada. El Clot dels Fangassos, més al nord-oest, aflueix directament en el Tec, com el Còrrec de la Botella i el del Seguer.
La Ribera del Terme neix en territori llorencí, però es decanta cap al nord-est, cap a Montalbà i, per tant, cap als Banys d'Arles. Es forma en una resclosa situada a l'extrem sud-est del terme, a llevant del Mas de la Nantilla i del Mont Capell, i a ponent del Puig Moixer, des d'on va, fent giragonses, cap al nord, tot i que fa un tomb cap al nord-oest per després tornar cap al nord-est, i rep el Clot de la Mongetera, el del Boac, el del Grill, el del Gavatx, el del Pistoler, el del Puig del Torn, el d'en Puissant, el de la Serreta d'en Noell, la Ribera de Pla Bolat, que duu els clots del Pomer i de la Boadella, els Clots del Mener, el Clot d'en Castany, el de la Guilla, el Clot Gran, amb el de la Ribassada, el Clot de Montner, el del Serrat Llis, el de la Coma, el del Serrat, el de la Solana, el del Quintà, el d'en Trafica i el del Serrat del Pi, abans de sortir del terme de Sant Llorenç de Cerdans.

#### Canals d'irrigació o moliners
Queden, amb ús sobretot per a rec d'horts, els següents: Rec de la Farga del Mig, Rec del Martinet, Rec del Martinet de Riurós, Rec del Molí de la Farga, Rec de la Farga d'en Bosc, Rec del Molí d'en Boix, Recs de la Farga de Dalt i Recs del Molí dels Cremadells. Associats a aquests recs, hi ha dues preses: Presa del Forn de Calç de Costoja i Presa del Forn de Calç de Vila-roja.

### Orografia
El fet que el terme de Sant Llorenç de Cerdans sigui tan accidentat, orogràficament, té com a resultat una bona quantitat de topònims dedicats a accidents geogràfics: bacs: el Bac, el Bac d'Avis, el Bac de la Solana, el Bac del Palomer, el Bac de Manyaques i el Bac de Mont Capell; boscs: el Bosc de la Vila, o Bosc Comunal de Sant Llorenç de Cerdans, el Bosc d'en Corts i el Bosc Departamental de Puig de l'Estella; cingles: el Cingle Negre; clots (no cursos d'aigua, sinó valls tancades: Clot de Cogull, o de l'Antana, Clot de Cortils, Clot de la Coma, Clot de l'Empedrat, Clot del Grill, Clot dels Pradells, Clot de Talric, el Clot Gran, Clot Morer, Clots del Mener, Comall o Clot de l'Orri i Comall o Clot Fosc; colls: Coll de la Creu del Canonge, Coll de la Nantilla, Coll de la Pedra Dreta, Coll de la Senyoral, Coll de les Colomines, Coll de l'Eixam, Coll de l'Espinàs, Coll del Faig, Coll del Noell, Coll del Tell, Coll del Toron, Coll Petit del Tell i Coll Pregon, abans Collada Pregona del Coll del Faig; comes: Coma de Ros i la Comilla; muntanyes: Mont Capell, Pic de Bau, Puig Cogull, la Creu del Canonge, Puig Cubell, Puig de la Senyoral, Puig de la Serra de Montner, Puig de l'Estella, Puig de la Creu, Puig de la Mir, Puig del Torn, Puig Marí i el Puig Moixer; plans: Pla Beget, Pla Bolat, Pla Brumat, Pla de la Conca, Pla de la Falguerona, Pla del Corral, Pla de les Colomines, Pla de les Rocasses, o, simplement, les Rocasses, Pla del Mener, Pla del Roure, Pla dels Cortals, Pla de Sant Jaume, les Planes i els Plans; serres i serrats: Serra de la Degolla, Serra de la Garsa, Serra de la Masada, Serra de la Vila, Serra del Boixet, Serra de Montner, Serra del Morer, Serra d'en Marc, Serra de Provadores, Serrat de Cogull, Serrat de Cornell, Serrat de la Figuera, Serrat Llis i la Serreta, i solanes: el Solà, el Solà del Llop i la Solana.

### El terme comunal
Les partides i indrets específics del terme de Sant Llorenç de Cerdans són: els Artigassos, l'Avellaner, la Balmella, les Beçolades, el Bilver, el Boac, que havia estat un enclavament del terme de Costoja dins del de Sant Llorenç de Cerdans, la Boadella, el Boix, el Boixet, la Boixetera de Montner, la Borda, la Cabana, el Camp d'en Benezet, el Camp del Bilver, abans, d'en Bosc, els Casals, la Casa Nova, la Castanyeda, la Castanyeda de l'Aredo, el Colomer, les Colomines, la Conca, Cortils, els Cremadells, la Creu de Cerdans, la Creu de la Boixetera de Montner, la Creu o Cim de la Serra de la Degolla, la Creu del Pic de Bau, la Creu d'en Joglar, l'Estrada (nom antic, en desús), la Fageda, el Faig, els Fangassos, la Farga de Dalt, la Farga del Mig, la Farga d'en Bosc, la Font del Traginer, la Fusta, el Gramatxó, l'Illa, la Jaça d'en Boix, el Joncàs, o la Joncassa, el Llampat, el Llistanós, el Martinet, abans la Blanquera, la Masada, Mas dels Clols, Mas de la Faja, Mas de la Sort, Mas del Pla del Mener, Mas del Toron, Mas d'en Garós, Mitja Costa, Molí d'en Dagues, Mont Capell, el Montner, les Mosqueres, la Nantilla, el Noell, l'Orri, el Palomer, el Perer, la Pomereda, el Prat de les Cabanes, Provadones, el Puig, la Quera, Quintans de la Sort, Rabassers, la Redubta, el Regatiu, Riba del Peirer, la Ribassada, Ribes Altes, les Rieres, Riurós, el Roc, o Mas del Roc, Roc del Corb, Roc dels Pins, el Seguer, la Sort, els Terrissers (nom antic), el Terme, el Verdeguer, la Vila, Vilallonga i la Xalada, o Eixalada, d'en Boix. Alguns topònims són indicadors termenals: la Creu del Canonge, el Piló de Font Fresca, el Piló de la Canal, el Piló de la Creu, el Piló de la Jaça d'en Boix, el Piló del Bugatar, el Piló del Coll de l'Eixam, el Piló del Coll de Toron, el Piló de les Colomines, el Piló del Roc de Corb, el Piló del Solà del Llop, el Piló de Paion i el Piló de Puig Marí.

### Fites frontereres
En el terme de Sant Llorenç de Cerdans hi ha vuit fites termenals, les número 545, 546, 547, 548, 549, 550, 551 i 552, totes elles al terme amb Maçanet de Cabrenys. La 545 és al Coll de la Pedra Dreta, la 546, al Pla de Mont Capell, la 547, al Pla de la Falguerona, pertanyent igualment als vessants del Mont Capell, la 548, al Serrat de la Font de la Nantilla, la 549, al Serrat de la Falguerona, la 550, al Corral de la Falguerona, la 551, a Coll Pregon i la 552, al Coll del Faig.

## Transport

### Carreteres
En el terme de Sant Llorenç de Cerdans hi ha dues úniques carreteres. D'una banda hi ha la D3 (D15, a Arles - GI - 503, al Pont de Riu Major, a Costoja/Maçanet de Cabrenys), que uneix Sant Llorenç de Cerdans amb Costoja i l'Alt Empordà. Aquesta carretera té dues variants a Costoja: la D3b, que mena a Can d'Amunt, i la D3c, variant interna del poble de Costoja. Per la D3, Sant Llorenç de Cerdans es troba a 5,5 quilòmetres de Costoja i a 15,3 d'Arles. D'altra banda, hi ha la carretera D64 (D3, a Sant Llorenç de Cerdans - Serrallonga) que des de la Farga del Mig marxa cap a ponent per arribar a Serrallonga en 10,7 quilòmetres, el darrer quilòmetre a través de la D44.

### Transports públics per carretera
Sant Llorenç de Cerdans té un transport en autobús gràcies a la línia 342 de Le bus à 1 €, servei departamental. Cobreix el trajecte de Perpinyà a Costoja, amb tres serveis diaris els dies feiners i un de sol els dies festius.

### Ferrocarril

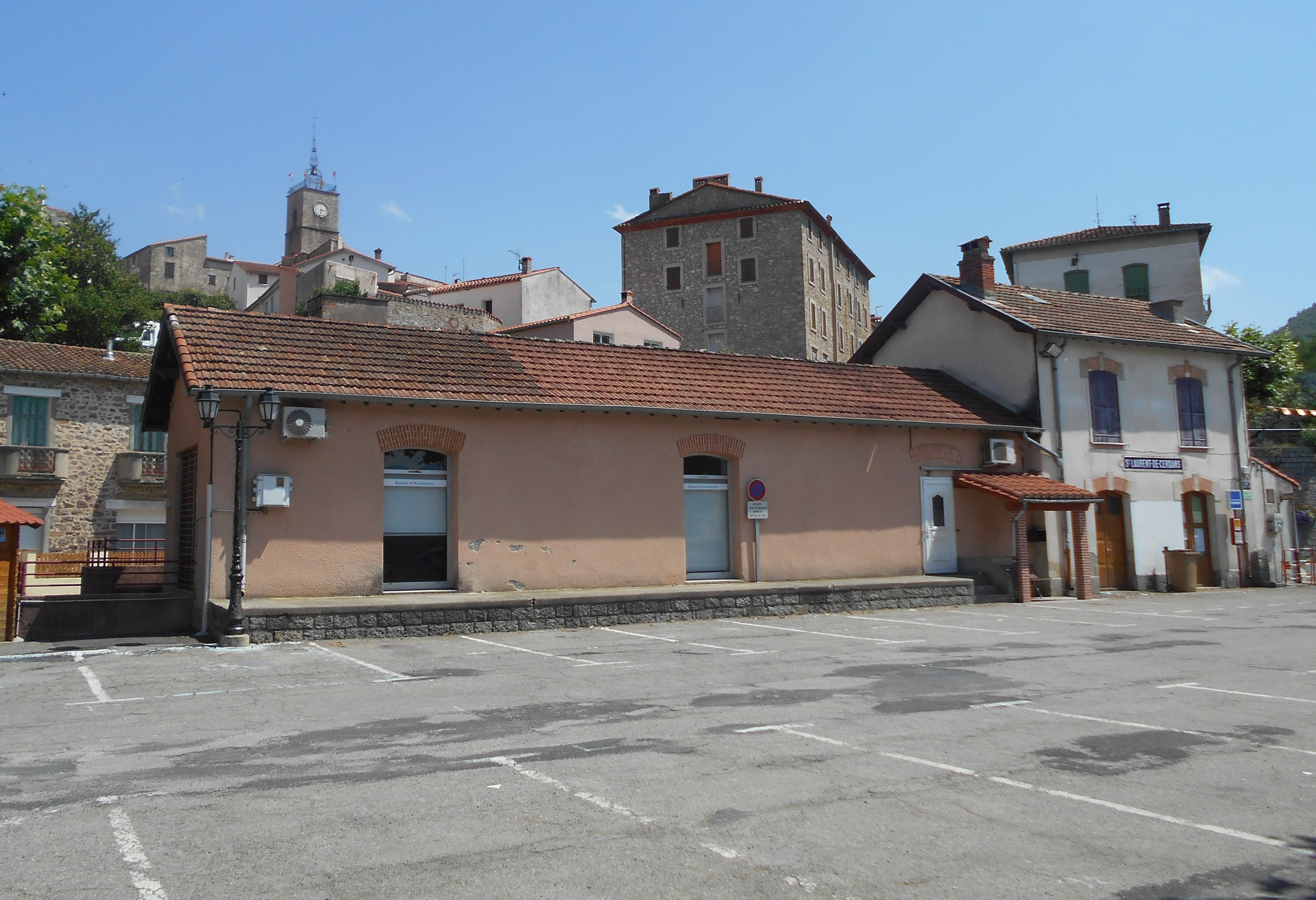
Antiga estació de ferrocarril

En l'actualitat, Sant Llorenç de Cerdans no disposa de ferrocarril, però entre 1913 i 1937 hi hagué un branc de la línia d'Arles a Prats de Molló que pujava fins a Sant Llorenç de Cerdans. L'estació encara existeix, mentre que la via del tren va servir per a l'ampliació de la carretera D3.

### Els camins del terme
Una part dels camins del terme llorencí són de comunicació interna del terme propi: Camí de Jus Horts (ara ja en desús), Camí de la Fageda, Camí de la Font d'en Roixela (també nom antic), Camí de Falgós, Camí de la Borbolla, Camí de la Nantilla, Camí de la Pedra Dreta, Camí de la Serra de Boixet, Camí de la Serra de Montner, Camí del Bilver i del Mas Noell, començament de l'antic camí de Maçanet, Camí del Boac, Camí de les Casotes a la Farga del Mig, Camí de les Planes, Camí de l'Estrada (en desús), Camí del Mas Clols a la Pomereda, Camí del Mas Cremadells al Mas del Boac, Camí del Perer, Camí del Pla Bolat a la Serra de Montner, Camí del Puig de la Mir, Camí dels Boixos (també nom antic), Camí del Solà i de la Senyoral, Camí dels Terrissers (també antic), Camí de Provadones, Camí Nou del Boac i Corriol de Domenjó (nom antic). Els altres camins existents enllacen el terme amb els pobles i les comunes veïnes: Camí de Costoja a Maçanet, Camí de Costoja pel Mas Colomer, Camí de Montalbà, Camí de Montferrer, Camí Vell d'Arles, Camí Vell de Prats de Molló, el Camí Vell de Prats de Molló a Maçanet, el Camí Vell de Serrallonga, la Ruta d'Arles, la Ruta, abans Camí, de Costoja, la Ruta de Serrallonga, la Ruta de Vila-roja i el Torn del Vallespir.

## Activitats econòmiques

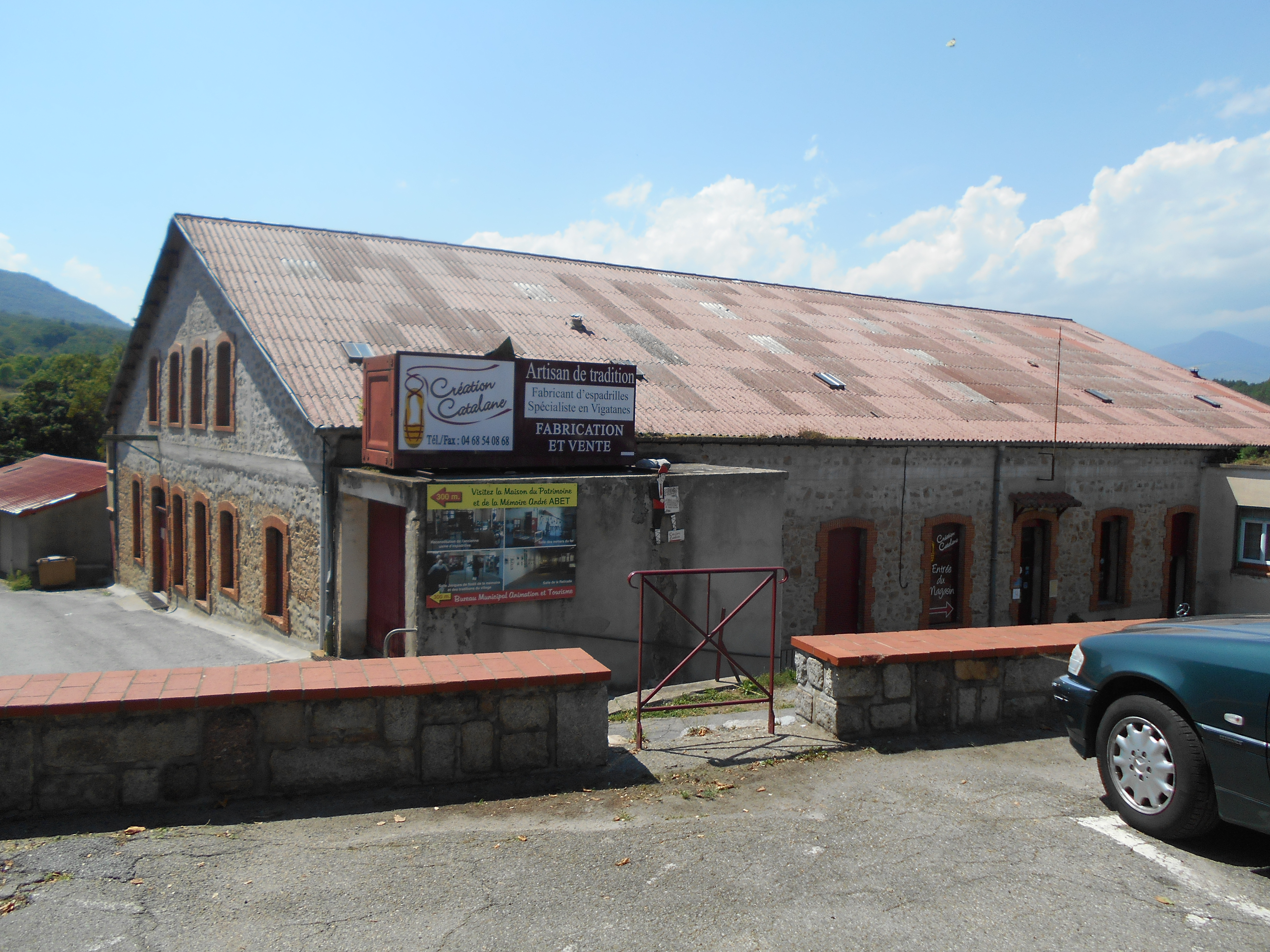
Una de les fàbriques d'espardenyes

La major part del terme de Sant Llorenç de Cerdans és cobert per boscs, entre els quals destaca el bosc comunal de la vila, de castanyers. Això feia que, antigament l'explotació del bosc fos l'ocupació primera dels llorencins, però aviat la descoberta de l'existència de mineral de ferro en el subsòl de la comarca va fer que l'activitat principal esdevingués la indústria de transformació del mineral. Així sorgiren les diferents fargues i martinets, els noms dels quals han restat i configuren bona part de la toponímia de la vall, encara que, de fet, l'activitat i fins i tot els edificis hagin desaparegut, en bona part. Fou durant el segle xix que s'experimentà la decadència de la indústria del ferro. Tanmateix, el que ha romàs a Sant Llorenç de Cerdans és l'activitat industrial, que s'ha mantingut fins a la segona meitat del segle xx: fabricació d'espardenyes i altres derivats del cànem (la cooperativa la Unió Sandaliera en fou un bon exemple), tot i que al final del segle xx ha viscut un clar estancament, indústria tèxtil, ara també en decadència, indústria derivada de la fusta per a la construcció de tines i botes, amb la fusta de castanyer, pròpia dels boscos llorencins…
En els darrers anys ha guanyat molt de pes en l'economia de la vila la indústria del turisme, amb diferents modalitats d'allotjament (càmpings, cases d'allotjament rural, hotels, apartaments, etcètera. Com molts altres pobles de la Catalunya del Nord, Sant Llorenç de Cerdans ha viscut el fenomen de la rehabilitació de cases i masies per part de jubilats procedents del nord -de França i de més enllà- a la recerca d'un lloc acollidor per a passar els darrers anys.
El sector primari no ocupa ni un u per cent de la superfície comunal: poc més de 1.200 ha es dediquen a l'agricultura, amb una vintena d'explotacions agràries, principalment dedicades als farratges i la pastura. La ramaderia és, per tant, la principal activitat actual, amb un centenar de caps de bovins, uns 1.500 d'ovins, poc més d'un centenar de cabrum i una cinquantena de caps d'equins.

## Història

### Edat mitjana

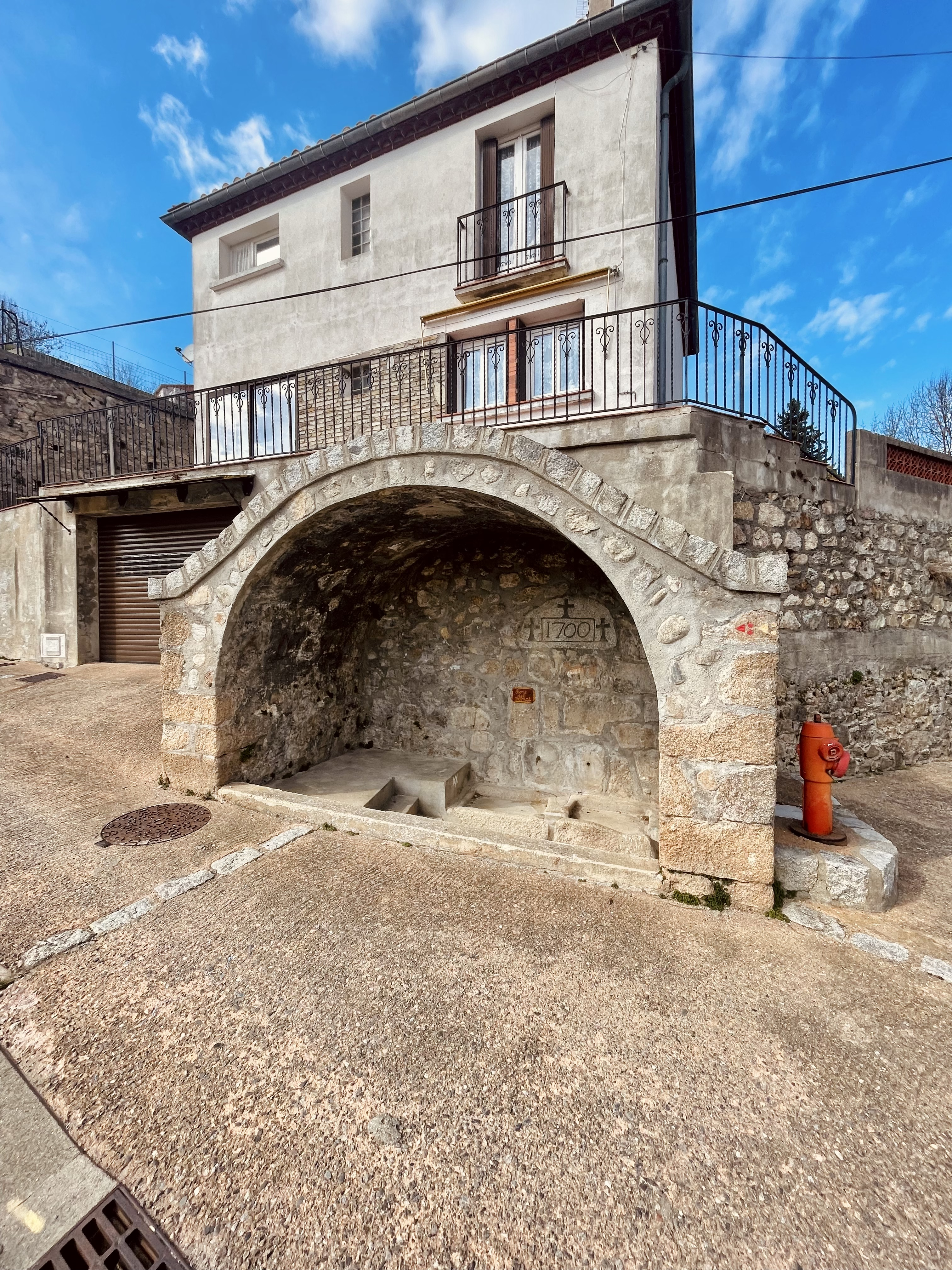
Font del Veïnat

Sant Llorenç de Cerdans apareix a la història com una part del territori de Costoja donada al monestir de Santa Maria d'Arles el 988 pel comte de Cerdanya Oliba Cabreta. Tanmateix, no es troba cap esment a l'església de Sant Llorenç de Cerdans fins al 1011, en una butlla del papa Sergi IV que confirma una donació al monestir d'Arles, i un segon esment apareix en l'acta de consagració de Santa Maria de Costoja, el 1142. Fins ben tardanament, l'església de Sant Llorenç de Cerdans depengué de la de Costoja. El nom sencer de Sant Llorenç de Cerdans no apareix fins al 1359 (Sent Lorenç de Serdans), moment en què sembla que s'establí en el lloc una colònia important de cerdans cridats per l'abat d'Arles per tal de repoblar la vall. Cal destacar que els naturals de la Cerdanya eren experts en les necessitats econòmiques de la vall, derivades de l'explotació del bosc, de les mines de ferro i de petites fargues.

### Edat Moderna
La dependència del monestir d'Arles subsistí al llarg de tota l'edat moderna, ja que arribà a l'extinció dels senyorius, amb la Revolució Francesa. En acabar l'edat moderna, al pas de la Contemporània, Sant Llorenç de Cerdans visqué els fets derivats de la Guerra Gran, amb el protagonisme del General Antonio Ricardos, de l'exèrcit borbònic espanyol, que aprofità els avalots del dia de Corpus del 1793, provocats per la prohibició de la processó feta per la Convenció Nacional francesa, per tal d'entrar en el Vallespir i ocupar Sant Llorenç de Cerdans. Immediatament, la Guàrdia Nacional de Sant Llorenç de Cerdans es transformà en la Legió del Vallespir i es va integrar en l'exèrcit del general Ricardos, fins al retorn d'aquest al sud dels Pirineus.

## Demografia
La població està expressada en nombre de focs (f) o d'habitants (h)
| 56 f | 42 f | 56 f | 56 f | 21 f | 22 f | 20 f | 180 f | 124 f | 251 f | 1.000 h | 1.747 h | 300 f | 304 f | 1.741 h |

Font: Pélissier, 1986.
| Evolució de la població |       |       |       |       |       |       |       |       |
| 1793                    | 1800  | 1806  | 1821  | 1831  | 1836  | 1841  | 1846  | 1851  |
| 1.130                   | 1.157 | 1.728 | 1.769 | 2.130 | 2.431 | 2.437 | 2.672 | 2.422 |

| 1856  | 1861  | 1866  | 1872  | 1876  | 1881  | 1886  | 1891  | 1896  |
| ----- | ----- | ----- | ----- | ----- | ----- | ----- | ----- | ----- |
| 2.122 | 2.173 | 2.081 | 2.277 | 2.362 | 2.390 | 2.521 | 2.722 | 2.803 |

| 1901  | 1906  | 1911  | 1921  | 1926  | 1931  | 1936  | 1946  | 1954  |
| ----- | ----- | ----- | ----- | ----- | ----- | ----- | ----- | ----- |
| 2.816 | 3.023 | 3.022 | 2.599 | 2.677 | 2.688 | 2.530 | 2.275 | 2.212 |

| 1962  | 1968  | 1975  | 1982  | 1990  | 1999  | 2004  | 2009  | 2014  |
| ----- | ----- | ----- | ----- | ----- | ----- | ----- | ----- | ----- |
| 2.064 | 1.992 | 1.807 | 1.607 | 1.489 | 1.218 | 1.267 | 1.281 | 1.142 |

Fonts: Ldh/EHESS/Cassini fins al 1999, després INSEE a partir deL 2004

Població 1962-2008

## Batlles

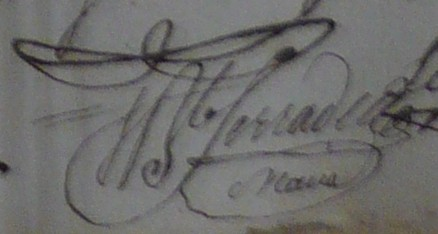
Signatura de l'alcalde Jean-Baptiste Serradell el 1815

| Període                       | Nom                | Opció política | Comentaris |
| ----------------------------- | ------------------ | -------------- | ---------- |
| 1944 – 1947                   | Guillaume Saquer   |                |            |
| 1947 - 1971                   | Guillaume Julia    |                |            |
| 1971 – 1977                   | Henri Rosé         |                |            |
| 1977 – 1995                   | Pierre Reynaud     |                |            |
| Març del 1995 – Març del 1998 | Jean-Jacques Ramon |                |            |
| Març del 2001 – Març del 2008 | Isabelle Quintane  |                |            |
| Març del 2008 – Març del 2014 | Jacques Roitg      | DVD            |            |
| Març del 2014 – Moment actual | Louis Caseilles    | DVG            |            |

### Legislatura 2014 - 2020
- Batlle: Louis Caseilles.
- Adjunts al batlle 
  - 1a: Agnès Reynaud-Barbier (DVG)
  - 2n: Jérôme Salmi (DVG)
  - 3r: Jérôme Thomas (DVG).
- Consellers municipals

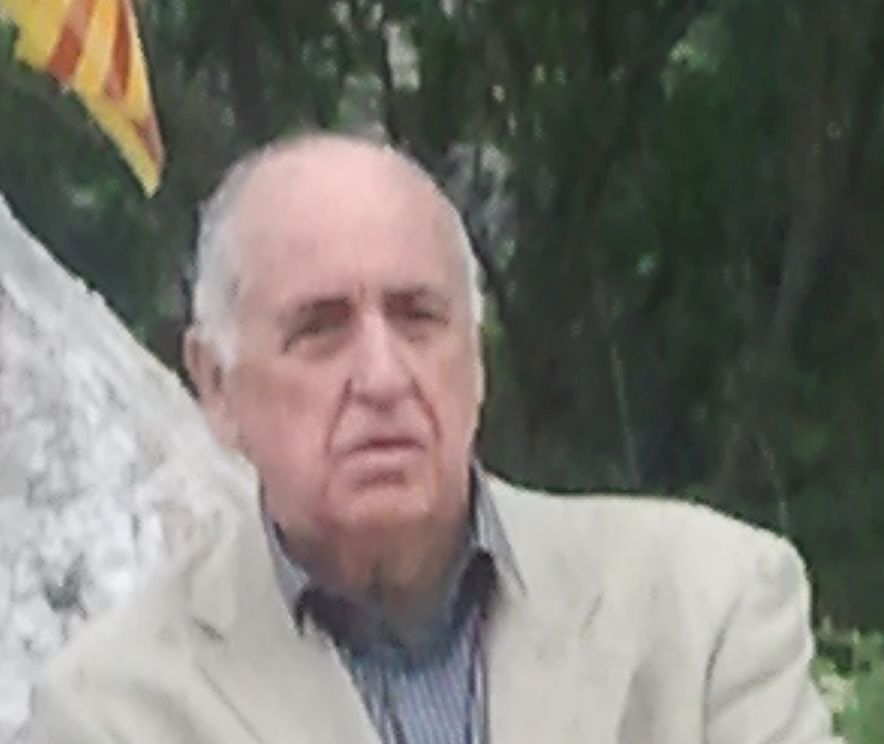
Louis Caseilles

  - Frédéric Campsolinas (DVG), conseller municipal en el govern
  - Florence Cunado-Constant (DVG), consellera municipal en el govern
  - Micheline Eveillard (DVG), consellera municipal en el govern
  - Philippe Fernandez (DVG), conseller municipal en el govern
  - Marie-Madeleine Figuerola-San-Juan (DVG), consellera municipal en el govern
  - Géraldine Guerrero (DVG), consellera municipal en el govern
  - René Roustany (DVG), conseller municipal en el govern
  - Virginie Vila (DVG), consellera municipal en el govern.
  - Jacques Roitg (DVD), conseller municipal a l'oposició
  - Bruno Rouane (DVD), conseller municipal a l'oposició
  - Marie-José Sala-Coll (DVD), consellera municipal a l'oposició.

### Agermanaments
- Langendorf
- Tortellà (la Garrotxa).

## Llorencins destacats
- Olivier Marquès i Nebot (1968), músic, instrumentista i compositor
- Lluís Torrent, cantant d'humor populista de força acceptació popular
- Louis de Noëll (1860-1921), enginyer i historiador
- Jean Forné (1829 - ?), metge i professor, alcalde dels Banys d'Arles i diputat a l'Assemblea Nacional francesa
- Antoni Costa (1767-1808), militar, capità de la legió de la reina Maria Lluïsa de Borbó-Parma

## Cultura
La vila de Sant Llorenç de Cerdans té una escola maternal pública i una altra d'estudis primaris, també pública. Totes dues formen part del mateix complex educatiu. De cara a continuar els estudis, els llorencins solen assistir als col·legis d'Arles, Ceret o Tuïr i, per al batxillerat, als liceus de Ceret o de Vilallonga dels Monts.